# Сигма
Сигма (главна буква Σ, малка буква σ, малка буква в края на думите ς) е 18-ата буква от гръцката азбука. В гръцката бройна система с тази буква се означава 200. Малката буква ς се е използвала и като главна, но е излязла от употреба.
Главната буква Σ се използва като символ за:
- Сума в математиката

Малката буква σ се използва като символ за:
- Стандартно отклонение в статистиката
- Специфична електропроводимост във физиката
- Нормално напрежение
- Вид ковалентна връзка в химията